# Мезоклиза
Мезо́клиза (порт. Mesóclise) — особенность португальского языка, заключающаяся в постановке неударного личного местоимения-дополнения между инфинитивом и глагольным окончанием. Подобное явление наблюдается, когда глагол, к которому относятся местоимения, стоит в форме Futuro do Presente do Indicativo или Condicional Simples (например, ajudar-te-ei — «я тебе помогу», ajudar-te-ia — «я бы тебе помог»).
Своим существованием мезоклиза обязана происхождению указанных форм из сочетания инфинитива смыслового глагола с формами глагола haver: ajudar + hei > ajudarei.
Мезоклиза встречается в книжно-письменной речи, а разговорному языку её употребление не свойственно.
Наряду с мезоклизой существуют такие варианты постановки неударного личного местоимения-дополнения, как про́клиза (когда местоимение ставится перед глаголом) и э́нклиза (когда местоимение следует за глаголом).